# Acraea orientalis
Acraea orientalis är en fjärilsart som beskrevs av Aurivillius 1904. Acraea orientalis ingår i släktet Acraea och familjen praktfjärilar. Inga underarter finns listade i Catalogue of Life.